# Callipallene tridens
Callipallene tridens is een zeespin uit de familie Callipallenidae. De soort behoort tot het geslacht Callipallene. Callipallene tridens werd in 1988 voor het eerst wetenschappelijk beschreven door Nakamura & Child. 